# Ahmed Kotoko
Ahmed Kotoko, né le 18 octobre 1918 à Goulfey et mort le 7 octobre 1988 à Kousséri, est un écrivain et homme d’État tchadien.

## Biographie
Il occupe plusieurs poste de responsabilités locales, nationales et internationales avant et après l'indépendance du Tchad.
Ahmed Kotoko est plusieurs fois ministre puis président de l'Assemblée nationale du Tchad. Il est ensuite expulsé par François Tombalbaye en 1961 vers son pays natal le Cameroun.
Il meurt le 7 octobre 1988 à Kousséri.

## Publications
- Le destin de Hamai - ou le long chemin vers l'indépendance du Tchad Editions L'Harmattan, Janvier 1985